# ヴィッラノーヴァ・ダルベンガ
ヴィッラノーヴァ・ダルベンガ(伊: Villanova d'Albenga)は、イタリア共和国リグーリア州サヴォーナ県にある、人口約2,800人の基礎自治体（コムーネ）。

## 地理

### 位置・広がり

#### 隣接コムーネ
隣接するコムーネは以下の通り。
- アラッシオ
- アルベンガ
- アンドーラ
- ガルレンダ
- オルトヴェーロ

### 地震分類
イタリアの地震リスク階級 (it) では、3 に分類される
。

## 行政

### 分離集落
ヴィッラノーヴァ・ダルベンガには、以下の分離集落（フラツィオーネ）がある。
- Bossoleto, Ligo, Marta, Coasco